# Xã Grange, Quận Woodbury, Iowa
Xã Grange (tiếng Anh: Grange Township) là một xã thuộc quận Woodbury, tiểu bang Iowa, Hoa Kỳ. Năm 2010, dân số của xã này là 231 người.